# رسول پسر ابوالقاسم
رسول پسر ابوالقاسم فیلمی به کارگردانی و نویسندگی داریوش فرهنگ محصول سال ۱۳۶۰ کشور ایران است. این فیلم به نمایش عمومی در نیامد

## خلاصه داستان
رسول و پدرش ابوالقاسم و چند روستایی به کمک یک واسطه در کوره پزخانه‌ای به عنوان کارگر اجیر می‌شوند. رسول علی‌رغم شرایط طاقت فرسای کار در مدرسه‌ای در جوار کوره پز خانه درس می‌خواند. آموزگار به او و دانش آموزان دیگر درس مبارزه می‌دهد. دوست رسول که طاقت از دست داده می‌خواهد از محیط کار بگریزد. پدرش به قصد تنبیه او را دنبال می‌کند و پسر در حین فرار از تپه‌ای سقوط می‌کند و کشته می‌شود. رسول تحت تأثیر صحبتهای آموزگار و اقرار دوستش از کوره پز خانه می‌گریزد

## عوامل تولید
- کارگردان/نویسنده/تهیه‌کننده/موسیقی: داریوش فرهنگ
- منشی صحنه: گلاب آدینه
- فیلم‌برداری: محمد زرفام
- تدوین: منوچهر اولیایی
- طراح گریم: ناصر بهرام پور

## بازیگران
- محمد مطیع
- گلاب آدینه
- کامران فیوضات
- اکبر رحمتی
- غلامحسین لطفی
- رضا ژیان
- فردوس کاویانی
- عباس مکاریان
- اسماعیل پوررضا